# Алжирская экспедиция (1541)
Алжирская экспедиция (1541) — попытка императора Священной Римской империи Карла V вторгнуться в Алжир.

## Предыстория
С 1530-х годов император Карл V стремился извести под корень североафриканских корсаров, уничтожив их в их собственном логове — в городах на побережье Африки. В 1535 году силами Империи была организована экспедиция в Тунис. Однако в христианском мире были разногласия по поводу очерёдности целей: императрица сказала Карлу после его возвращения из похода, что успех в Тунисе «был особенно приятен Неаполю и Сицилии, а также всей Италии». Кастильцы же всегда настаивали на походе против Алжира, а Тунис их занимал мало.

## Ход событий
Поход в Алжир также был общеимперским делом: Неаполь и Сицилия должны были взять на себя 60 % затрат, а Кастилия — 40 %; итальянцы гарантировали две трети галеонов, испанцы — одну треть; две трети солдат должны были быть итальянцами (под командованием Колонны) и немцами (под командованием Альбы), треть — испанцами (под командованием Ферранте I Гонзага). Собранные силы отплыли с Майорки в середине октября 1541 года, захватив по пути в Картахене герцога Альбу. Всего собралось 65 галер и 450 вспомогательных и грузовых судов с 12 тысячами моряков и 24 тысячами сухопутных войск. Среди капитанов был сам покоритель Мексики Эрнандо Кортес.
23 октября войска высадились на побережье в нескольких километрах от города Алжир, и тут же разыгрался ужасный шторм. Как вспоминал позже кардинал Талавера,
в тот же день, во вторник, поднялась такая страшная буря, что было не только невозможно выгрузить пушки, но многие мелкие суда просто перевернулись и тринадцать-четырнадцать галеонов тоже… Слава Богу, мы не потеряли никого, кто представлял бы значение, а только рядовых солдат, слуг, матросов.
Шторм не утихал четыре дня, разрушив значительную часть кораблей и убив многих людей. К удивлению осаждённых алжирцев, 26 октября император начал отводить свои войска. Плохая погода препятствовала ему и в этом, так что до Майорки флот добрался только в конце ноября.
Общие потери, понесённые императорским флотом, составили не меньше 150 судов и 12 тысяч человек, не считая пушек и боеприпасов.

## Итоги и последствия
Алжирская экспедиция оказалась первым полным поражением императора Карла V, и его последним походом против сил ислама.